# The Thing About Harry
The Thing About Harry es una película de televisión estadounidense de comedia romántica. Escrita por Peter Paige y Josh Senter y dirigida por Paige, la película gira en torno a Sam, un joven gay que intenta encontrar el amor verdadero, hasta que por circunstancias de la vida se reencuentra con Harry (Niko Terho), su viejo compañero de secundaria que le hacía bullying. Tras este reencuentro, Sam se entera de que Harry es pansexual, y su interés en conocerlo a fondo se hace cada vez más imponente, lo que creará una series conflictos que los llevará a ambos a tomar malas decisiones. La película también cuenta con la participación de Britt Baron como Stasia y Karamo Brown como Paul, así como al propio Paige, en papeles secundarios.
La película se estrenó el 15 de febrero de 2020, en Freeform y Hulu.

## Trama
Como un favor para sus amigos que están comprometidos y realizarán una cena pre nupcial, Sam se compromete, aunque de mala gana, a llevar Harry, su excompañero de secundaria que le hacía bullying a la invitación de sus amigos y durar nueve horas con él en carretera aguantándose la compañía de Harry. Durante el viaje, Harry se revela antes Sam como pansexual, y de ahí entre ambos nace una conexión. Sin embargo, a su llegada, Harry abandona a Sam para hacer las paces con su exnovia.
Un año después, Sam y su mejor amiga Stasia van a una fiesta de solteros, en la cual casualmente Sam se vuelve a encontrar con Harry, pero esta vez se entera de que su relación con ex, acabó. Luego de un rato agradable en la fiesta, Sam nota que Harry le está coqueteando a otro hombre, por lo que se molesta y se retira del lugar, haciendo quedar a Harry como a una «zorra». Seis meses más tarde, Sam es llevado por su nuevo novio Paul a un bar donde se encuentra con Harry y su compañero de cuarto, Zach. Durante su estadía en el bar, comienza una ronda de preguntas triviales, en donde Sam debe elegir entre si Harry o Paul tienen la respuesta correcta, al no tener una elección, Sam elige la respuesta de Harry, lo que hace que su relación con Paul termine.
Posteriormente, tras su ruptura con Paul, Sam y Harry comienzan a llevar una buena relación como amigos. Pero durante la celebración del mes del orgullo gay en un bar en Chicago, Harry le confiesa sus sentimientos a Sam estando borracho, y este le dice que pase lo que pase, ambos no podrían tener algo más que una «amistad». Harry desconsolado al no tener una oportunidad con Sam, decide seguir la celebración y se besa con Stasia, la mejor amiga de Sam, y desde esa celebración ambos comienzan una relación. Luego de tres meses, Harry, Stasia, Zach y Sam se reúnen en un restaurante para platicar acerca de sus vidas. Pero de pronto Sam se emborracha y arruina la reunión.
Después de la reunión, la amistad entre Harry, Stasia y Sam se acaba. Y el compañero de cuarto de Sam, al ver lo deprimido que está, le dice a Sam acerca de una aplicación de citas en línea para gays y que esto le hará bien para sobrellevar la situación. Tras varios intentos fallidos de encontrar a la pareja ideal, Sam se da por vencido. Al día siguiente su amiga Stasia vuelve a comunicarse con él que hablen en persona. Luego del encuentro Stasia le dice a Sam que pronto se casará y que su relación con Harry no funcionó, debido a que ambos sentían culpa por lo ocurrido y Stasia le pide a Sam que sea su hombre de honor en su boda con Zach. Este acepta la propuesta sin saber que era una trampa para que él y Harry se reencontrarán.
Luego de reencontrarse en la boda de Stasia, Harry le dice a Sam que lo ama, y que no quiere pasar un segundo más de su vida sin él, al terminar la boda, ambos deciden pasar la noche juntos. Pero al día siguiente, Harry le dice a Sam que consiguió un nuevo empleo en Los Ángeles y que se mudará pronto. Lo que hace que Sam lo vea como una traición y terminen, sin siquiera haber empezado algo. Días después, Harry ve a Sam por televisión en una campaña política publicitaria y sin pensarlo mucho, decide ir corriendo al lugar donde Sam se encuentra, para declararle en vivo y delante varias personas que lo ama, y que no quiere separarse de él. Varios años después, Sam y Harry se casan y son una pareja feliz, los cuales adoptan a un bebé, y viven felices por siempre.

## Reparto
- Jake Borelli como Sam Baselli
- Niko Terho como Harry Turpin
- Britt Baron como Anastasia «Stasia» Hooper
- Japhet Balaban como Zach
- Karamo Brown como Paul
- Peter Paige como Casey